# نفتنات کبالت (II)
نفتنات کبالت(II) (به انگلیسی: Cobalt(II) naphthenate) با فرمول شیمیایی CoC۲۲H۱۴O۴ یک ترکیب شیمیایی با شناسه پاب‌کم ۱۴۰۴۸۸۷۶ است.